# Lago Hinterburgsee
O Lago Hinterburgsee É um lago localizado no Cantão de Berna, Suíça. Este lago apresenta uma superfície de 0,05 km².